# ダニエレ・ボネーラ
ダニエレ・ボネーラ（Daniele Bonera, 1981年5月31日 - ）は、イタリア・ブレシア出身の元サッカー選手、サッカー指導者。現役時代のポジションはディフェンダー。

## 経歴

### クラブ
地元ブレシア・カルチョの下部組織で育ち、1999-2000シーズンにトップチームデビュー。チームがセリエA昇格を果たした翌シーズンからは主力として活躍し、2002年7月にパルマへ移籍した。パルマでも1年目から32試合に出場するなど、4シーズンに渡って主力としてプレーした。
高齢化が著しいミランのDFラインを担うべく2006年夏の移籍市場でミランに入団した。当初はカフーの後任の右サイドバックとして期待されていたものの、思うような結果は残せなかった。しかし怪我人が続出したセンターバックの穴を埋めた事で評価を高めバックアッパーとして定着。2007-08シーズン後半には右サイドバックでの出場機会も増えた。さらに質の高いクロスを供給しチームに貢献した。
2015年夏にミランとの契約を満了し、ラ・リーガのビジャレアルCFにフリーで加入。
2019年7月9日、現役引退を発表。

### 代表
イタリア代表としては2001年9月5日、20歳の時にモロッコ戦（ピアチェンツァ）でフル代表デビューを飾る。また年代別代表では、2002年、2004年にU-21欧州選手権に出場し、2004年大会ではイタリアの5回目の優勝に貢献。同年に行われたアテネオリンピックでも銅メダル獲得に貢献した。

### 指導者
選手引退と同じ2019年7月9日、ACミラン監督に就任したマルコ・ジャンパオロのコーチングスタッフにアシスタントコーチとして入閣。ジャンパオロが早々に解任されてステファノ・ピオリに代わった後も引き続きアシスタントを務めた。
2020年11月17日、ピオリと副監督のジャコモ・ムレッリが相次いで新型コロナウイルス感染症の陽性者となってしまいベンチ入りできない事態になったが、彼らの不在中はボネーラが監督代行を務めた。
2024年6月27日、ACミランのリザーブチームとして設立されたミラン・フトゥーロの初代監督に就任。

## 個人成績
| シーズン  | クラブ   | リーグ  | リーグ | リーグ |
| シーズン  | クラブ   | リーグ  | 出場   | 得点   |
| --------- | -------- | ------- | ------ | ------ |
| 1998-99   | ブレシア | セリエB | 0      | 0      |
| 1999-2000 | ブレシア | セリエB | 5      | 0      |
| 2000-01   | ブレシア | セリエA | 26     | 0      |
| 2001-02   | ブレシア | セリエA | 29     | 0      |
| 2002-03   | パルマ   | セリエA | 32     | 1      |
| 2003-04   | パルマ   | セリエA | 24     | 0      |
| 2004-05   | パルマ   | セリエA | 35     | 0      |
| 2005-06   | パルマ   | セリエA | 23     | 0      |
| 2006-07   | ミラン   | セリエA | 25     | 0      |
| 2007-08   | ミラン   | セリエA | 21     | 0      |
| 2008-09   | ミラン   | セリエA | 18     | 0      |
| 2009-10   | ミラン   | セリエA | 7      | 0      |
| 2010-11   | ミラン   | セリエA | 16     | 0      |
| 2011-12   | ミラン   | セリエA | 20     | 0      |
| 2012-13   | ミラン   | セリエA | 13     | 0      |
| 2013-14   | ミラン   | セリエA | 16     | 0      |
| 2014-15   | ミラン   | セリエA | 16     | 0      |
| 通算      | 通算     | 通算    | 326    | 1      |